# 콘스탄틴 스미르노프
콘스탄틴 니콜라예비치 스미르노프(러시아어: Константин Николаевич Смирнов, Konstantin Nikolaevich Smirnov, 1854년 5월 19일~1930년 11월 9일)는 러시아 제국의 육군 군인으로 러일 전쟁 때 육군 중장이었다.

## 경력
민스크 출신의 귀족 가문 출신으로 오데사에서 태어나 미하일롭스키 포병 학교와 니콜라이 참모본부 아카데미를 졸업했다. 전술가로서 두각을 나타내, 1877년의 러시아 - 투르크 전쟁에서 무훈을 올려 ‘일곱 악마’라는 별명을 얻었다. 1896년에서 1898년까지 오데사 보병 사관학교장을, 1899년에는 바르샤바 요새의 참모장을 역임했다. 1900년 보병 제2여단을 지휘하기 위해 극동으로 옮겼다.
러일 전쟁이 시작되자 1904년 5월 3일, 5만 명 이상의 병력을 보유한 뤼순 요새의 사령관에 임명되었다. 1897년 러시아가 점령한 이후 뤼순 요새는 크게 강화되어 근대화가 진행되고 있었기 때문에 세계에서 가장 견고한 요새 중 하나라고 여겨지고 있었다. 그러나 전사령관인 아나톨리 스테셀은 명령을 곡해하고 스미르노프가 자신의 휘하에 있는 한 뤼순에 잔류하겠다고 주장하며, 스미르노프의 명령을 취소하거나 군수품과 병력의 요청을 거부하고, 황제 니콜라이 2세에게 스미르노프를 중상 모략하는 전보를 보내기도 했다. 스테셀은 7월 3일에 구축함으로 여순을 퇴각하라는 만주군 총사령관 알렉세이 쿠로팟킨의 명령도 무시했다. 스테셀의 여순 방어 지휘는 서툴렀고, 결국 뤼순은 스미르노프를 비롯하여 많은 장교의 의견도 무시하고 스테셀과 파벌이었던 알렉산드르 포크에 의해 1905년 1월 1일에 일본군에 항복했다.
종전 후에는 스테셀이나 포크 등의 겁쟁이와 직무태만을 비난하는 성명을 발표했다. 또한 1908년 2월 7일에 열린 군법 회의에서 그들을 사형에 처하라고 주장했지만, 결국 징역 10년으로 감형되었다. 이러한 언동에 의해 원망을 산 포크 장군에게 결투를 신청받았고, 싸우다가 복부에 부상당했다.
10월 혁명 이후 유고슬라비아로 이주하여, 세르비아의 판체보에서 폐렴으로 최후를 마친다.

## 영전
- 성 스타니슬라프 훈장 1 등급 : 1904년 4월 8일
- 성 안나 훈장 1 등급 : 1904년 10월 24일
- 성 블라미디르 훈장 2 등급 : 1904년 10월 24일

## 참고자료
- Connaughton, R.M (1988). The War of the Rising Sun and the Tumbling Bear—A Military History of the Russo-Japanese War 1904–5, 런던, ISBN 0-415-00906-5.
- 로템 코우너 (2006). Historical Dictionary of the Russo-Japanese War. ISBN 0-8108-4927-5: The Scarecrow Press.
- Jukes, Geoffry. The Russo-Japanese War 1904–1905. Osprey Essential Histories. (2002). ISBN 978-1-84176-446-7.
- Warner, Denis & Peggy. The Tide at Sunrise, A History of the Russo-Japanese War 1904–1905. (1975). ISBN 0-7146-5256-3.
- 柘植久慶 『日露戦争名将伝』 2004년, ISBN 4-569-66153-X